# Аґнес Осазува
Аґнес Оказува  (англ. Agnes Osazuwa, 26 червня 1989) — нігерійська легкоатлетка, олімпійка.

## Виступи на Олімпіадах
| Олімпіада  | Дисципліна              | Місце               |
| ---------- | ----------------------- | ------------------- |
| Пекін 2008 | естафета 4 x 100 метрів | 3 (попердні забіги) |